# Nauders
Nauders je obec v Rakousku ve spolkové zemi Tyrolsko v okrese Landeck. Nachází se v nadmořské výšce 1 394 m. K 1. lednu 2021 zde žilo 1 543 obyvatel. Obec má rozlohu 90,3 km². Většina obyvatel žije ze zemědělství a cestovního ruchu v létě a zejména v zimě (v obci je cca 4 000 lůžek pro turisty). Obec je součástí soudního obvodu Landeck.

## Poloha
Nauders se nachází ve vysokohorském údolí Stillebachs, údolí Inn mezi průsmykem Finstermünz (Finstermünzpass) na severu a průsmykem Reschen (Reschenpass) na jihu a patří geograficky již do Vinschgau. Na „hraničním trojúhelníku“ (2 180 m n. m.) na jihozápadě obce se stýkají hranice Rakouska, Švýcarska a Itálie. Silně terasovitý terén dokládá bývalé intenzivní zemědělství.
Na jihozápadě od Nauders se nachází Schwarze See (Černé jezero) a Grünsee (Zelené jezero).
Nauders má silniční spojení s rakouským údolím Innu (obec Pfunds) a se švýcarskou částí údolí Innu (Engadin) ve vesnici Martina/Martinsbruck v obci Valsot a Vinschgau v Jižním Tyrolsku v Itálii.

## Sousední obce
Na jih od Nauders po průsmyk Reschen leží vesnice Reschen am See (italská Resia) ve Vinschgau v Jižním Tyrolsku v Itálii, která patří obci Graun. Nachází se v nadmořské výšce 1 500 m na severním konci Reschensee.
Na sever od Nauders po Oberinntal leží sousední vesnice Pfunds.
Na jihozápadě je malá vesnička Martina, která leží hned za hranicí se Švýcarskem. Patří do obce Valsot, kanton Graubünden.

## Okolní hory
Hory kolem Nauders jsou součástí Ötzalských Alp. Na jihovýchodě hranice tvoří Tscheyegg (2666 m n. m.) a Gueserkopf (2740 m n. m.), na východě jsou Kleine Schafkopf (2742 m n. m.) a Piengkopf (2789 m n. m.). Na jihovýchodě hraniční oblast s Itálií tvoří Schafkopf (3001 m n. m.), Wölfeleskopf (2893 m n. m.), Mataunkopf (2893 m n. m.), Plamorter Spitze (2982 m n. m.), Klopaierspitze (2918 m n. m.) a Bergkastelspitze (2913 m n. m.). Na hranici se Švýcarskem a Itálií je hora Piz Lad (2808 m n. m.), která patří do skupiny Sesvenna. Mittlere Seekarkopf je nejvyšší horou Nauders.

## Historie
Nauders leží v průsmyku Reschen (1507 m n. m.), přes který už v roce 50 n. l. vedla z římské říše do Augsburgu římská cesta Via Claudia Augusta. Nauders je pravděpodobně zakreslen na mapě z 2. století, která byla nalezena v Alexandrii, na cestě Via Claudia Augusta jako stanice Inutrium. Byl také v dokumentech benediktinského mnicha Gownis z Marienbegu veden v letech 1149–1152 poprvé jako Nuders. V roce 200 n. l. cesta ztratila na významu, protože byl rozšířen a opevněn Brennerský průsmyk a následně nahradil cestu Via Claudia Augusta do té doby nejvýznamnější.
V 10. století byl Nauders soudem kraje Vinschgau. Od roku 1919 byl součástí okresního soudu v Ried.
Ve 14. století byl Nauders postižen morovou epidemií. V roce 1348 obec byla skoro vylidněná. V roce 1609 byl Nauders pohřben pod lavinou, 22 domů bylo rozmetáno. V roce 1871 lavina suti z Gamoartal způsobila velké škody v horní vesnici. V roce 1880 vypukl velký požár, při němž vyhořelo 83 obytných a 72 hospodářských budov.
V roce 1799, v období druhé koaliční války mezi Francií, Rakouskem, Pruskem a Ruskem, napadli Francouzi Nauders a vyplenili jej.